# 쿠르트 라프
쿠르트 라프(독일어: Kurt Raab, 1941년 7월 20일~1988년 6월 28일)는 독일의 배우, 각본가, 프로듀서, 의상 디자이너이다.

## 작품 목록

### 영화
- 소비버 탈출 (1987년)
- 전장의 로망스 (1985년)
- 폭풍의 왕국 (1985년)
- 트리처스 (1983년)
- 마의 산 (1982년)
- 러브 캠퍼스 (1977년)
- 볼비저 (1977년)
- 악마의 양조법 (1976년) - 월터 크랜즈 역
- 너희가 나를 사랑하기만을 (1976년)
- 중국식 룰렛 (1976년)
- 퀴스터스 부인의 천국 여행 (1975년)
- 폭스와 그의 친구들 (1975년)
- 프란츠 블룸의 잔인함 (1974년)
- 선 위의 세상 (1973년)
- 사계절의 상인 (1972년)
- 페트라 폰 칸트의 쓰디쓴 눈물 (1972년)
- 브레멘의 자유 (1972년)
- 마티아스 크나이슬 (1971년)
- 미국인 병사 (1970년)
- 왜 R씨는 미쳐 날뛰는가? (1970년)
- 저주의 신들 (1970년)
- 사랑은 죽음보다 차갑다 (1969년)